# Umbrella
«Umbrella» es una canción interpretada por la cantante barbadense Rihanna, con la colaboración del rapero norteamericano Jay-Z. La canción fue escrita por: Kuk Harrell, Jay-Z, The-Dream y Christopher Stewart; producida por estos dos últimos. Fue ofrecida originalmente a Britney Spears, pero sus representantes la rechazaron. Fue lanzada como el primer sencillo del tercer álbum de estudio de Rihanna, Good Girl Gone Bad (2007). El tema fue publicado mundialmente el 8 de marzo de ese año, y desde su lanzamiento, «Umbrella» ha sido versionada por artistas de varias partes del mundo y se ha convertido en un éxito en la cultura pop. El sencillo ha vendido más de 10 000 000 de copias a nivel mundial, convirtiéndose en una de las canciones más vendidas de la década del 2000. Según Nielsen SoundScan, hasta agosto de 2012 se realizaron 4.8 millones de descargas en Estados Unidos.
Los críticos dieron comentarios positivos de la canción, apreciando los -ella, -ella del sencillo. En general se considera como la canción insignia de Rihanna y logró un gran éxito comercial encabezando las listas en Australia, Canadá, Alemania, España, Francia, Irlanda, Suecia, Suiza, Reino Unido y los Estados Unidos, y llegando a los diez primeros en muchos otros países. En el Reino Unido se considera una canción icónica y fue una de las canciones más escuchadas en la radio en la década de 2000. Permaneció en el número uno en el UK Singles Chart durante diez semanas consecutivas, la racha más larga en el número uno para cualquier sencillo de esa década. Además de ser un gran éxito en todo el mundo y tener una recepción positiva por parte de los críticos, la canción llegó al número tres de las mejores canciones del 2007, según la revista Rolling Stone.
Rihanna cantó «Umbrella» en el MTV Movie Awards 2007 y fue la canción de cierre de la gira The Good Girl Gone Bad Tour y The Last Girl On Earth Tour. El vídeo musical incluye partes en las que Rihanna aparece cubierta de pintura plateada. En 2008, «Umbrella» ganó un premio Grammy en la categoría de mejor colaboración de rap/cantada. También fue nominada por «canción del año» y «grabación del año».

## Antecedentes
Los compositores y productores estadounidenses Christopher Stewart, The Dream y Kuk Harrell fueron convocados en enero de 2007 para crear un nuevo material discográfico. En el estudio, Stewart estuvo: «jugando con un sonido hi hat de sonidos». Sorprendido por el sonido, Nash preguntó a Stewart qué estaba haciendo, y cuando Stewart tuvo listos los acordes en el hi-hat, Nash se fue a la cabina de vocales y comenzó a cantar inmediatamente. Este escribió los dos primeros versos y el estribillo para la pista de Stewart. Ellos continuaron escribiendo, y completaron el primer verso en sesenta segundos. En cuestión de horas, habían grabado una demo de la canción.
En un principio, la canción fue escrita para la cantante estadounidense Britney Spears, con quien ambos habían trabajado previamente en la canción de 2003 «Me Against the Music». Stewart y Nash pensaron que Spears, quien había tenido muchos problemas personales en ese momento, necesitaba un hit para volver a la música. Spears estaba trabajando en su quinto álbum de estudio, Blackout, así que enviaron una copia de la demo a los representantes de Spears. Sin embargo, su discográfica la rechazó, alegando que ya tenían suficientes canciones para el disco. A raíz del rechazo de la canción, Stewart y Nash enviaron copias de la canción a otras discográficas. Fue entonces cuando se decidieron por Island Def Jam. A principios de febrero de 2007, se envió la demo a la mano derecha de Antonio L.A. Reid, la ejecutiva Karen Kwak. Esta envió un mensaje a Reid confirmando que habían encontrado una canción adecuada para Rihanna, que estaba trabajando en su tercer álbum de estudio: Good Girl Gone Bad, en ese momento. Reid envió de inmediato la demo a Rihanna y al escucharla dijo:

Cuando la demo empezó a sonar, yo pensé, esto es interesante, es raro [...] pero la canción cada vez era mejor. La escuché una y otra vez, y dije «la quiero en el disco, quiero grabarla mañana».
Rihanna

Sin embargo, Stewart y Nash habían prometido darle el tema a la cantante Mary J. Blige, pero finalmente fue dado a Rihanna, debido a los compromisos que Blige tenía con los Premios Grammy entonces. En referencia a esto, Stewart comentó: «Sabíamos que Rihanna lanzaría su material en cuestión de meses, y Mary J. no tenía un proyecto todavía, por lo que tomamos la decisión empresarial correcta». Rihanna grabó la canción con la producción vocal de Thaddis Harrell, en los estudios Westlake de Los Ángeles. Inicialmente, Stewart admitió que no estaba seguro en cuanto a si Rihanna era la artista que debía grabar la canción, pero después de la grabación, la frase ella, ella, cambió de idea. Tras la grabación, el rapero Jay-Z añadió su rap, sin embargo, volvió a escribir sus versos sin el conocimiento de Stewart y Nash. Al principio Stewart no estaba de acuerdo con este cambio, pero luego se dio cuenta de que daba más sentido a la canción.

## Lanzamiento y recepción
«Umbrella» se lanzó mundialmente el 8 de marzo de 2007. La canción se lanzó digitalmente en el Reino Unido el 14 de mayo de 2007, su lanzamiento físico fue dos semanas después. Más tarde, se publicó una versión acústica de la canción con un nuevo acorde como tema extra de Good Girl Gone Bad en el iTunes Store.
«Umbrella» recibió críticas generalmente positivas de los críticos. Andy Kellman de Allmusic declaró: «"Umbrella" es la mejor canción de Rihanna hasta la fecha, con muchos tambores, un gran telón de fondo durante el estribillo, y voces que son totalmente convincentes sin sonar apasionadas, no siendo ni dura ni aburrida». Para Alex Macpherson del periódico británico The Guardian, «"Umbrella" es la prueba de que la buena ética de trabajo de Rihanna está dando sus frutos», también añade que, «la canción es una apasionada declaración de devoción [...]». Tom Breihan de Pitchfork Media, a pesar de que alabó la producción, desestimó la voz de Rihanna, que en sus palabras: «se convierte en una punzada desagradable cuando intenta llenar los espacios entre el lento ritmo del compás», y añadió que «la canción no llega a ser un hit pop, sobre todo debido a la incompatibilidad entre el frío de Rihanna, y el reconfortante calor de la letra».
La canción ganó varios premios y nominaciones a Rihanna. En 2008, «Umbrella» ganó un Premio Grammy por la Mejor Colaboración Rap, también recibió nominaciones para Grabación del Año y Canción del Año.
«Umbrella» también fue reconocida de diversas formas por la prensa musical. La canción aparece en el número tres de la lista de las cien mejores canciones de 2007, publicada por la revista musical Rolling Stone. La revista Times también la colocó en el número de tres de sus diez mejores canciones de 2007. La canción apareció como número uno en la lista de la revista Entertainment Weekly de los diez mejores sencillos del 2007. La revista Blender la consideró como la canción del año en la encuesta a sus lectores de 2007. La prensa musical consideró a «Umbrella» como la canción del verano de 2007. En 2009 Pitchfork clasificó la canción en el número 25 del Top 500 de los temas de la década. Entertainment Weekly la colocó en su lista de lo mejor del final de la década, y dijo sobre esta: «En 2007, Rihanna nos ha cantando bajo la lluvia». En la versión actualizada, Rolling Stone posicionó a «Umbrella» en el lugar 412 de su lista "The 500 Greatest Songs of All Time".

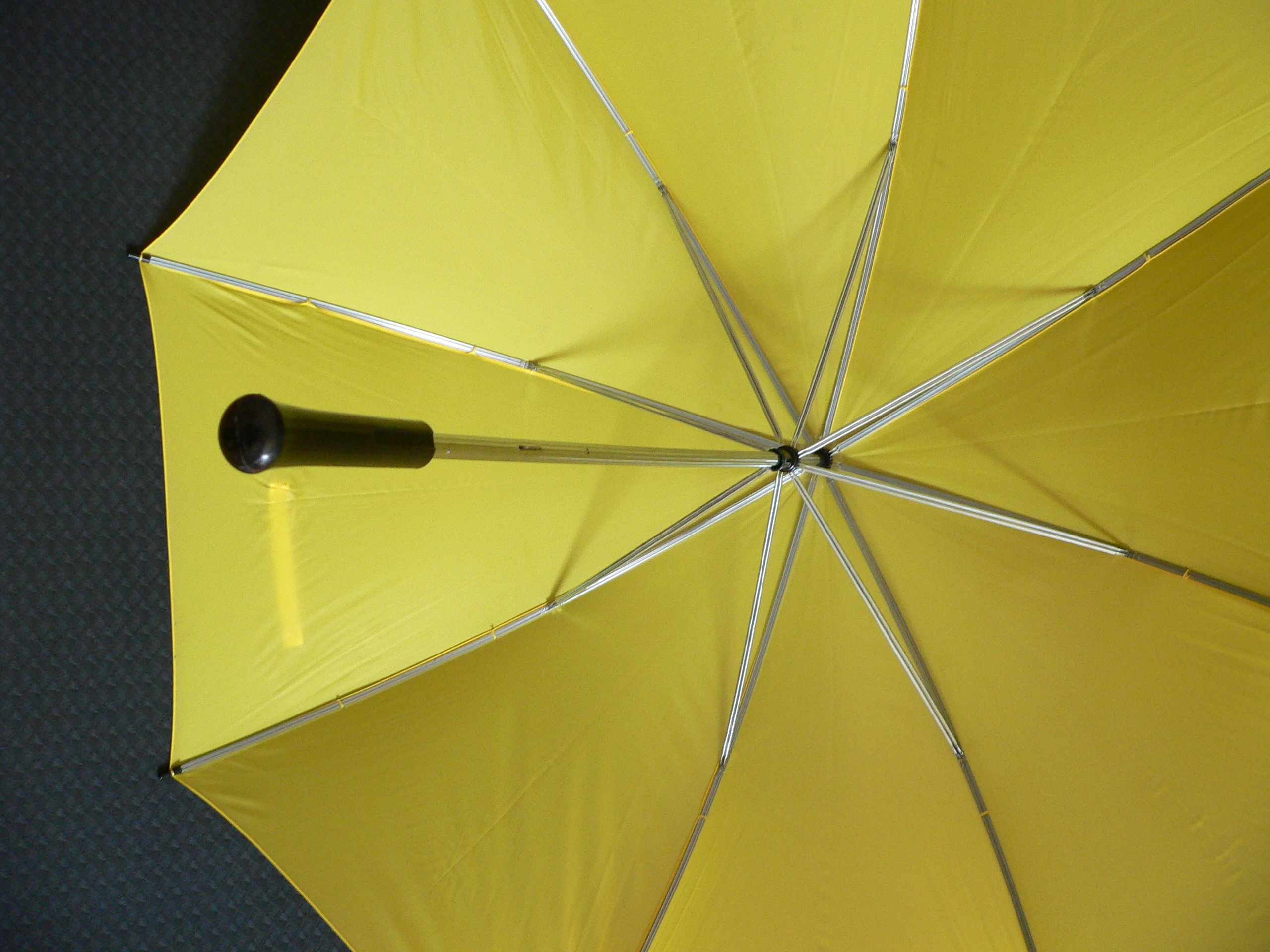
Tras el éxito de la canción Rihanna lanzó su línea de paraguas.

## Rendimiento en listas
El sencillo estuvo entre el número cinco y diez en las listas de éxitos del mundo. Antes de su lanzamiento físico, «Umbrella» consiguió el mejor debut en los seis años de historia de iTunes, rompiendo el récord anterior, que pertenecía a la cantante colombiana Shakira y el haitiano Wyclef Jean con «Hips Don't Lie». «Umbrella» encabezó la lista de sencillos de iTunes Store en más de diecisiete países diferentes alrededor del mundo.
El sencillo fue un éxito comercial en los Estados Unidos. Según la revista Billboard del 9 de junio de 2007, pasó de la posición cuarenta y dos a la número uno del Billboard Hot 100, vendiendo más de 277.000 unidades en la primera semana. El sencillo se convirtió en uno de los debuts digitales más altos en los Estados Unidos desde que Nielsen SoundScan comenzó a registrar las descargas en 2003. «Umbrella» fue el segundo número uno de Rihanna, después de «S.O.S», que también tuvo un enorme salto en el Hot 100 y fue el número uno en 2006. «Umbrella» pasó siete semanas consecutivas en la cima del Hot 100, hasta que fue reemplazado por el sencillo «Hey There Delilah», de la banda estadounidense de rock pop Plain White T's. En la tabla final del Billboard del año 2007, «Umbrella» se colocó en la segunda posición, después de la canción «Irreplaceable» de Beyonce. La canción debutó en el número uno en Canadá, convirtiéndose en el primer número uno del recientemente lanzado Canadian Hot 100, un conteo emitido por la revista Billboard.
El sencillo triunfó, sobre todo en el Reino Unido, rompiendo el récord del UK Singles Chart. La canción debutó en el número uno en el conteo, sólo en cuanto a las descargas digitales, convirtiéndose en el primer número uno de Rihanna en el país. Al llegar a nueve semanas consecutivas como número uno, rompió el récord anterior de: «Crazy» del grupo estadounidense Gnarls Barkley que era el más largo de la década. Rihanna se convirtió en la séptima artista de la historia de la lista de sencillos del Reino Unido, que lideró la lista por diez semanas consecutivas. A finales del 2008, «Umbrella» vendió más de 600.000 unidades, lo que hace que fuera el segundo sencillo más vendido del 2007 en el Reino Unido. Desde entonces, fue disco de platino. En total, «Umbrella» acumuló setenta y uno semanas en la lista de sencillos del Reino Unido y apereció entre las cien mejores durante tres años consecutivos. En 2007 llegó al número uno, y en 2008 al número dieciocho. Actualmente, se presenta como la canción más vendida por una artista femenina en el Reino Unido en el siglo XX. De acuerdo a The Official UK Charts Company, «Umbrella» vendió alrededor de 690.000 copias en el Reino Unido, las cuales lo convirtieron en el sencillo más vendido de Rihanna en el estado.
Así como encabezó las listas en el Reino Unido, «Umbrella» tuvo un éxito similar en toda Europa, alcanzando el número uno en Irlanda, Polonia, Suecia, Bélgica, Austria, Noruega, Italia, Portugal, Rumania, Alemania y España. En España la canción se llevó ocho discos de platino, vendiendo 160.000 unidades. Encabezó las listas de 40 Principales durante cinco semanas, cuatro de ellas consecutivas. En Australia, «Umbrella» entró en el ranking de Australia ARIA, que es un grupo comercial que representa a la industria musical australiana, y pasó seis semanas consecutivas en la cima, siendo disco platino en 2007. El sencillo alcanzó el número uno de dieciocho listas en Nueva Zelanda. Se vendieron más de diez millones de copias de «Umbrella», convirtiéndose en el sencillo con mejores resultados del 2007 en todo el mundo.

## Video musical
Mientras trabajaba en el álbum, se comenzó a desarrollar la imagen de Rihanna, la cual se refleja en sus vídeos musicales. Como resultado, Applebaum rápidamente hizo un boceto para el video, una de sus primeras ideas fue usar pintura corporal plateada. Applebaum no estaba seguro de que a Rihanna le fuera a parecer una buena idea, pero ella le dio su aprobación mediante una carta. La maquilladora Pamela Neal fue la encargada de mezclar la pintura plateada tan reconocible que aparece en el video. Durante la grabación, aplicaron la pintura entre tomas para asegurarse de que su cuerpo estaba completamente pintado en todo momento. Cerraron el set donde se grabó el video para Rihanna, Applebaum y un asistente de cámara. Rihanna también aportó sus propias ideas para el video, fue ella la que sugirió al director la idea de aparecer bailando con puntas de ballet, algo que él aceptó. «Hay grandeza en ella. Grandeza como artista, como intérprete, como persona. Hay algo en ella que es tan inspirador, como artista, ella es inclasificable. No se puede decir que es solamente R&B o Pop. Ella es más que una empresaria. En esa escena con la pintura en el cuerpo, le pregunté cómo se sentiría si se tratara de una estatua griega clásica. También le preguntó: ¿La gente que busca para ser sexy? Y escribí la idea de que es necesario redefinir la manera en que la gente ve este tipo de pintura corporal y puede convertirse en un personaje que no es ella, que es más bien un alter ego. [...] Me envió un par de días después, recibí por teléfono con ella después de leerlo, y yo le pregunté que estaba dispuesto a ir por ella» dijo Chris Applebaum a Noticias MTV. 

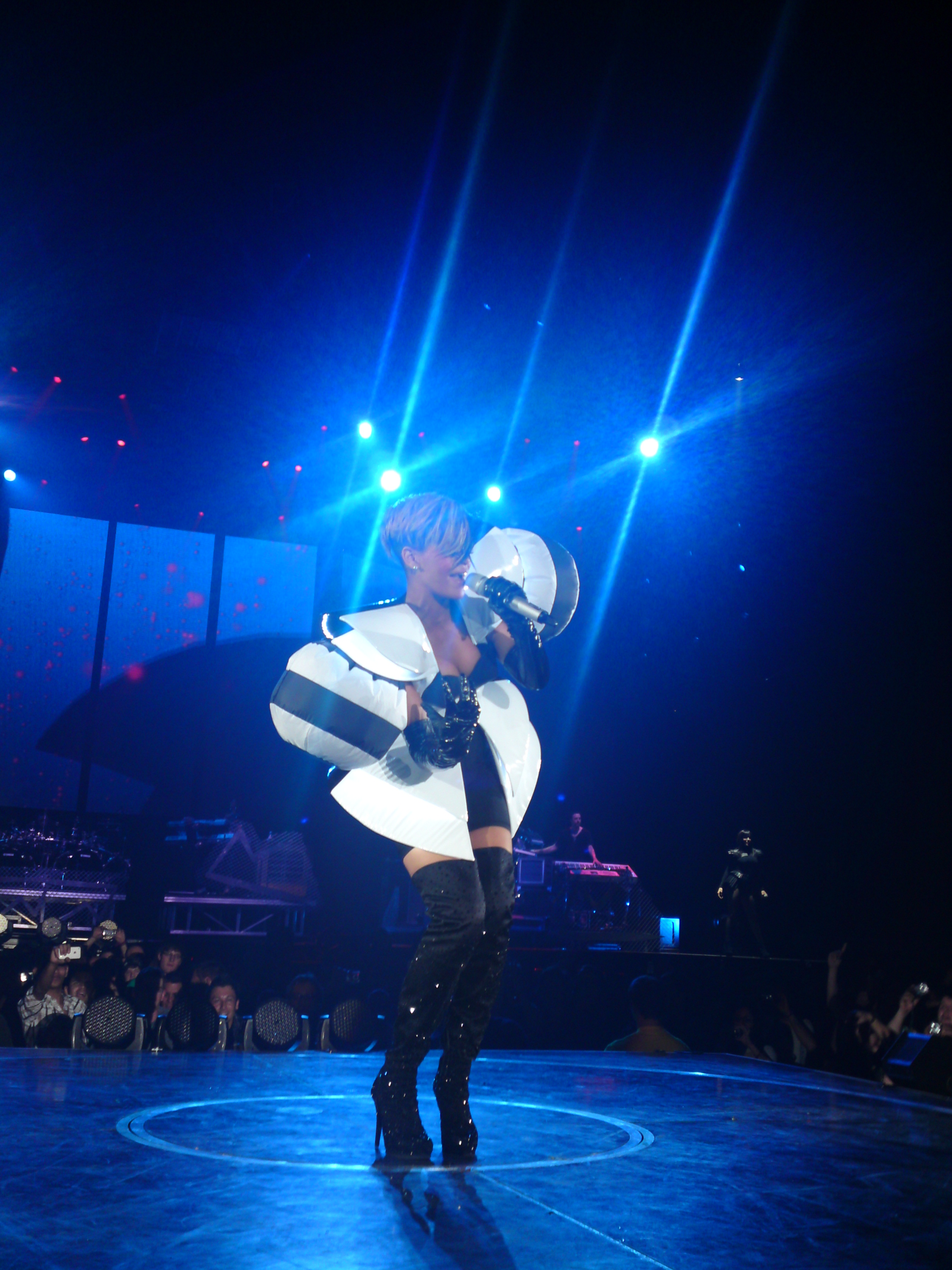
Rihanna cantando Umbrella en The Last Girl On Earth Tour en Zúrich.

El video musical se estrenó el 26 de abril de 2007 en su página web. Descargas se pusieron a disposición para aquellos en los EE. UU. solamente desde el sitio web por un tiempo limitado. El video fue lanzado oficialmente en iTunes Store el 11 de mayo de 2007, alcanzando el número uno durante un periodo de ocho semanas. El 1 de mayo de 2007, «Umbrella» debutó en Total Request Live de MTV en el número diez, antes de llegar al número uno el 9 de mayo, donde permaneció durante quince días, por lo que es el más largo de la carrera número uno de 2007. El video fue bien jugado en MTV durante el segundo semestre de 2007, ha llegado a más de 8.000 obras de teatro, recibiendo un reconocimiento de platino en el premio MTV Video de oro. Tal fue el éxito del video promocional que ha recibido cinco nominaciones en los 2007 MTV Video Music Awards, incluyendo "Artista Femenina del Año", "Video del Año" y "Single Monstruo del Año".

## Presentaciones en vivo
La canción se presentó en The Good Girl Gone Bad Tour; en su tour más reciente The Last Girl On Earth Tour; y en los MTV Movie Awards 2007. La cantó en Reino Unido en GMTV y en los Premios Brit del 2008. También la cantó en Francia en el programa Star Academy. Además, Rihanna cantó «Umbrella» en la fiesta de lanzamiento de su cuarto álbum de estudio.
El 12 de febrero de 2023, Rihanna la interpretó en vivo como parte del espectáculo de medio tiempo del Super Bowl LVII.

## Impacto

### Maldición Rihanna
Mientras la canción estaba en el número uno de Reino Unido e Irlanda, algunas regiones de estos países se vieron afectadas por lluvias torrenciales e inundaciones, lo que llevó a The Sun y a otros medios de comunicación a indicar que ambos eventos estaban relacionados. Como consecuencia, lo bautizaron como la maldición de Rihanna. Los medios también señalaron la fecha en la que se grabó el video clip: viernes 13 (13 de abril 2007) agravando más la supuesta maldición. Antes del lanzamiento del sencillo, el 14 de mayo, la temperatura en Londres, Reino Unido fue relativamente alta, llegando a los 20 °C. Sin embargo, solo un día después del lanzamiento, el clima cambió bruscamente. Un artículo en The Sun instó a los lectores a unirse a una campaña para descargarse otras canciones distintas a «Umbrella» para quitar la canción del número uno.
Una situación similar ocurrió en Nueva Zelanda, donde la canción alcanzó el número uno en el comienzo del invierno de 2007, cuando el país estaba experimentando algunas de las peores tormentas de su historia. Una vez que el sencillo bajó del primer lugar, mejoró el tiempo en casi toda Nueva Zelanda, ya que aun había tormentas en la Bahía de Hawke.

### Juegos
«Umbrella» está disponible en el videojuego de Karaoke SingStar Pop Volumen 2, acompañado del video musical. También aparece una versión de la canción en Dance Dance Revolution Hottest Party 2. Por último, el juego Just Dance 4 cuenta con una coreografía para bailar esta canción, y además incluye una versión alternativa con un paraguas.

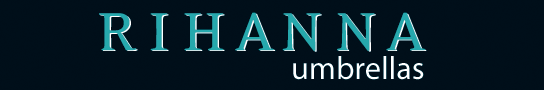
Logo de Umbrellas.

## Premios y nominaciones
| Año  | Ceremonia                     | Premio                               | Resultado |
| ---- | ----------------------------- | ------------------------------------ | --------- |
| 2007 | MuchMusic Video Awards        | Mejor Artista Internacional de Vídeo | Nominado  |
| 2007 | Teen Choice Awards            | Choice Music: Sencillo               | Nominado  |
| 2007 | MTV Video Music Awards        | Video del Año                        | Ganador   |
| 2007 | MTV Video Music Awards        | Mejor video Femenino                 | Nominado  |
| 2007 | MTV Video Music Awards        | Sencillo "Monstruo" del Año          | Ganador   |
| 2007 | MTV Video Music Awards        | Mejor Director                       | Nominado  |
| 2007 | Premios MOBO                  | Mejor video                          | Nominado  |
| 2007 | Billboard Music Awards        | Canción Hot Dance Airplay del Año    | Ganador   |
| 2007 | Billboard Music Awards        | Canción European Hot 100 del Año     | Ganador   |
| 2007 | Los Premios MTV Latinoamérica | Canción del Año                      | Nominado  |
| 2007 | MTV Europe Music Awards       | Mejor Canción                        | Ganador   |
| 2007 | Premios TMF de Bélgica        | Mejor video Internacional            | Nominado  |
| 2007 | Premios Principales           | Canción del Año                      | Ganador   |
| 2008 | Barbados Music Awards         | Canción del Año                      | Ganador   |
| 2008 | Barbados Music Awards         | Mejor video musical Femenino         | Ganador   |
| 2008 | MTV Video Music Awards Japan  | Vídeo del Año                        | Nominado  |
| 2008 | Grammy Awards                 | Grabación del Año                    | Nominado  |
| 2008 | Grammy Awards                 | Mejor Colaboración Rap/Sung          | Ganador   |
| 2008 | MuchMusic Video Awards        | Video Más Visto                      | Ganador   |
| 2008 | MTV Europe Music Awards       | Canción Más Adictiva                 | Nominado  |
| 2008 | Swiss Music Awards            | Mejor Canción Internacional          | Ganador   |
| 2008 | Premios ECHO                  | Éxito del Año                        | Nominado  |
| 2008 | NAACP Image Awards            | Canción del Año                      | Nominado  |
| 2010 | Barbados Music Awards         | Canción de la Década                 | Ganador   |

## Formatos
Descarga digital
| Descarga digital |                        |          |  |
| N.º              | Título                 | Duración |  |
| 1.               | «Umbrella» (con Jay Z) | 4:17     |  |

| Sencillo digital |                                                    |          |  |
| N.º              | Título                                             | Duración |  |
| 1.               | «Umbrella» (Radio Edit)                            | 4:18     |  |
| 2.               | «Umbrella» (Seamus Haji & Paul Emanuel Radio Edit) | 4:03     |  |

EP
| «Umbrella» - EP — Europa y Oceanía |                                                    |          |  |
| N.º                                | Título                                             | Duración |  |
| 1.                                 | «Umbrella» (Radio Edit)                            | 4:15     |  |
| 2.                                 | «Umbrella» (Seamus Haji & Paul Emanuel Radio Edit) | 3:59     |  |
| 3.                                 | «Umbrella» (The Lindbergh Palace Remix)            | 7:54     |  |

## Posicionamiento en listas

### Semanales
| País              | Lista                                       | Mejor posición |
| 2007 - 2008       | 2007 - 2008                                 | 2007 - 2008    |
| ----------------- | ------------------------------------------- | -------------- |
| Alemania          | Media Control Charts                        | 1              |
| Australia         | Australian Singles Chart                    | 1              |
| Austria           | Ö3 Austria Top 40                           | 1              |
| Bélgica (Flandes) | Ultratop 50                                 | 1              |
| Bélgica (Valonia) | Ultratop 40                                 | 3              |
| Canadá            | Canadian Hot 100                            | 1              |
| Chile             | Chile Top 20                                | 3              |
| Dinamarca         | Tracklisten                                 | 1              |
| España            | Los 40 Principales                          | 1              |
| Estados Unidos    | Billboard Hot 100                           | 1              |
| Estados Unidos    | Digital Songs                               | 1              |
| Estados Unidos    | Dance/Club Play Songs                       | 1              |
| Estados Unidos    | Hot R&B/Hip-Hop Songs                       | 4              |
| Estados Unidos    | Radio Songs                                 | 1              |
| Estados Unidos    | Pop Songs                                   | 2              |
| Estados Unidos    | Adult Pop Songs                             | 28             |
| Estados Unidos    | Top Latin Songs                             | 32             |
| Europa            | European Hot 100                            | 1              |
| México            | AMPROFON                                    | 2              |
| Francia           | French Singles Chart                        | 6              |
| Hungría           | Single Top 100                              | 5              |
| Hungría           | Rádiós Top 100                              | 1              |
| Irlanda           | Irish Singles Chart                         | 1              |
| Italia            | Federación de la Industria Musical Italiana | 3              |
| Noruega           | VG-lista                                    | 1              |
| Nueva Zelanda     | NZ Top 40 Singles                           | 1              |
| Países Bajos      | Dutch Top 40                                | 2              |
| Reino Unido       | UK Singles Chart                            | 1              |
| República Checa   | ČNS IFPI                                    | 2              |
| Suecia            | Sverigetopplistan                           | 2              |
| Suiza             | Schweizer Hitparade                         | 1              |

### Anuales
| País              | Lista                    | Posición |
| 2007              | 2007                     | 2007     |
| ----------------- | ------------------------ | -------- |
| Alemania          | Sencillos                | 5        |
| Australia         | Australian Singles Chart | 3        |
| Austria           | Sencillos                | 2        |
| Bélgica (Flandes) | Ultratop 50              | 5        |
| Bélgica (Valonia) | Ultratop 40              | 10       |
| Estados Unidos    | Billboard Hot 100        | 2        |
| Estados Unidos    | Hot R&B/Hip-Hop Songs    | 39       |
| Estados Unidos    | Pop Songs                | 4        |
| Finlandia         | Sencillos                | 2        |
| Francia           | Sencillos                | 46       |
| Hungría           | Rádiós Top 100           | 11       |
| Irlanda           | Irish Singles Chart      | 2        |
| Italia            | Sencillos                | 11       |
| Nueva Zelanda     | NZ Top 40 Singles        | 1        |
| Países Bajos      | Sencillos                | 6        |
| Reino Unido       | UK Singles Chart         | 2        |
| Suecia            | Sencillos                | 9        |
| Suiza             | Sencillos                | 2        |
| 2008              |                          |          |
| Reino Unido       | UK Singles Chart         | 94       |
| Suiza             | Sencillos                | 86       |

### Decenales
| País           | Lista                    | Posición    |
| 2000 - 2009    | 2000 - 2009              | 2000 - 2009 |
| -------------- | ------------------------ | ----------- |
| Alemania       | Sencillos                | 72          |
| Australia      | Australian Singles Chart | 67          |
| Austria        | Sencillos                | 34          |
| Estados Unidos | Billboard Hot 100        | 57          |
| Reino Unido    | UK Singles Chart         | 33          |

## Certificaciones
| País/Región    | Certificación           | Ventas Certificadas | Ref.          |
| -------------- | ----------------------- | ------------------- | ------------- |
| Alemania       | Platino                 | 300 000             | [ 35 ]        |
| Australia      | 5× Platino              | 350 000             | [ 36 ]        |
| Bélgica        | Platino                 | 50 000              | [ 37 ]        |
| Brasil         | Platino                 | 60 000              | [ 38 ]        |
| Dinamarca      | 2× Platino              | 60 000              | [ 39 ]        |
| España         | 8× Platino              | 640 000             | [ 40 ]        |
| Estados Unidos | 6× Platino (Digital)    | 4 470 000           | [ 41 ] [ 42 ] |
| Estados Unidos | 2× Platino (Mastertone) | 2 000 000           | [ 41 ]        |
| México         | Platino                 | 16 784              |               |
| Italia         | Oro                     | 15 000              | [ 43 ]        |
| Japón          | Oro                     | 100 000             | [ 44 ]        |
| Nueva Zelanda  | Platino                 | 15 000              | [ 45 ]        |
| Reino Unido    | Platino                 | 600 000             | [ 46 ]        |
| Suecia         | 2× Platino              | 80 000              | [ 47 ]        |
| Suiza          | Oro                     | 15 000              | [ 48 ]        |

## Versión de Manic Street Preachers
En 2008, la banda galesa hizo una versión del tema, la cual no ha recibido buenas críticas.

## Versión de The Baseballs
«Umbrella» fue versionada por la banda alemana rockabilly The Baseballs en 2009. Fue certificada platino en Finlandia por la Musiikkituottajat – IFPI Finland.
Lista de canciones
| Promo CD/CD sencillo |                 |          |  |
| N.º                  | Título          | Duración |  |
| 1.                   | «Umbrella»      | 3:07     |  |
| 2.                   | «Bleeding Love» | 3:52     |  |
| 6:59                 |                 |          |  |

Historial de lanzamientos
| Fecha             | País   | Formato | Sello discográfico   |
| ----------------- | ------ | ------- | -------------------- |
| 1 de mayo de 2009 | Europa | CD      | Warner Bros. Records |

Posiciones más altas en listas
| Lista (2009–2010)                  | Posiciones más altas en listas |
| ---------------------------------- | ------------------------------ |
| Austria (Ö3 Austria Top 40)        | 70                             |
| Bélgica (Flandes) (Ultratop 50)    | 30                             |
| Países Bajos (Dutch Top 40)        | 4                              |
| Países Bajos (Mega Single Top 100) | 5                              |
| Finlandia (OFC)                    | 1                              |
| España (Top 100 Canciones)         | 38                             |
| Difusión                           | 17                             |
| Suecia (Sverigetopplistan)         | 19                             |
| Suiza (Schweizer Hitparade)        | 9                              |

Listas de fin de año
| Lista (2009)        | Posición más alta |
| ------------------- | ----------------- |
| Dutch Top 40        | 28                |
| Schweizer Hitparade | 36                |